# Alchemilla melanoscytos
Alchemilla melanoscytos es una especie de planta del género Alchemilla, perteneciente a la familia Rosaceae.

## Taxonomía
Alchemilla melanoscytos fue descrita por S. E. Fröhner en 1997.

## Distribución
Se encuentra en el territorio de España.